# پیتر واکر (راننده مسابقه)
پیتر داگلاس کانیرز واکر (انگلیسی: Peter Douglas Conyers Walker؛ زادهٔ ۷ اکتبر ۱۹۱۲ در هوبی، یورک‌شر – درگذشتهٔ ۱ مارس ۱۹۸۴ در نیوتن، ووسترشر) رانندهٔ مسابقات اتومبیل‌رانی اهل انگلستان بود. او پس از تصادفی در سال ۱۹۵۶ که باعث مصدومیت شدید او شد، از مسابقات اتومبیل‌رانی بازنشست شد.